# 菲茨帕特里克度量

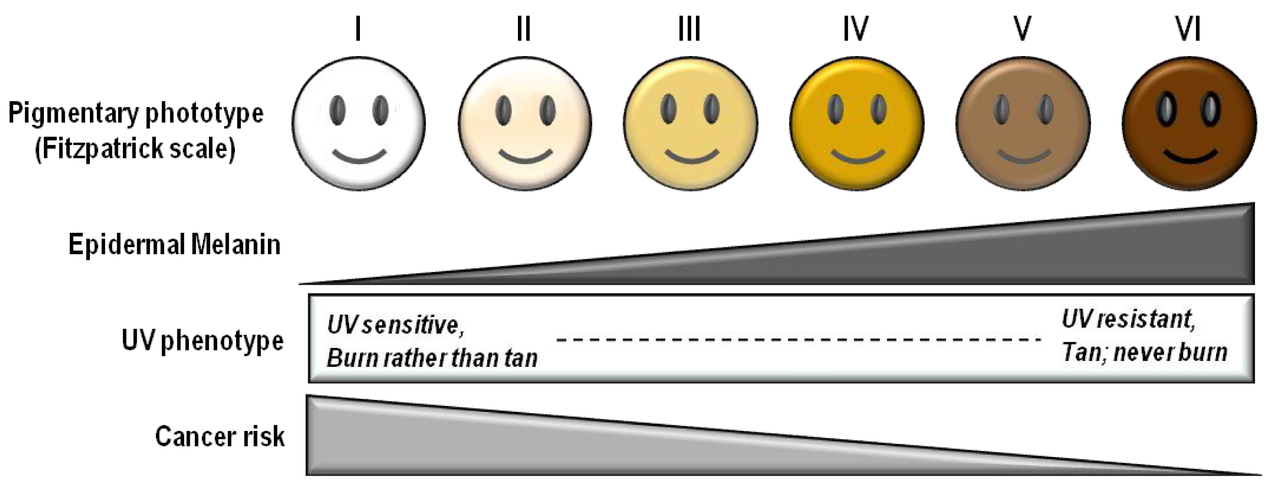
菲茨帕特里克量表和皮肤癌的风险

菲茨帕特里克度量（Fitzpatrick scale）是一种人类肤色的分类模式。它是由美国皮肤科医生托马斯·B·菲茨帕特里克于1975年發明。
以下显示了菲茨帕特里克量表的六个分類：
- I型，膚色最白，但有雀斑
- II型，膚色浅，但比I型深
- III型，膚色為橄欖色
- IV型，膚色為棕色
- V型，膚色為深棕色
- VI型，膚色最深